# Bodisco (Adelsgeschlecht)

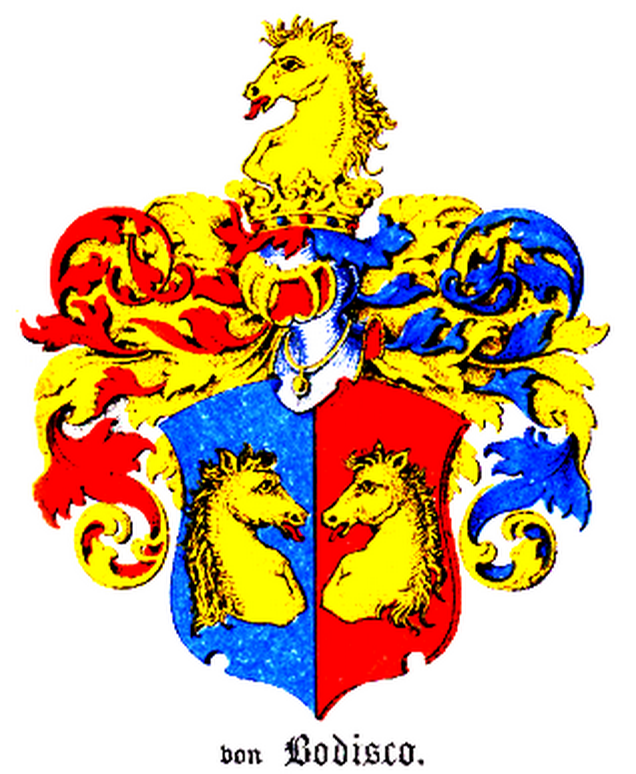
Wappen derer von Bodisco

Bodisco, russisch Бодиско, transkribiert auch Bodisko, ist der Name eines russischen bzw. estländischen Adelsgeschlechts. Zweige der Familie bestehen gegenwärtig fort.

## Geschichte
Das Geschlecht beginnt seine Stammreihe mit Pietro (Pieter) Bodisco, der um 1560 von Venedig nach Brügge kommt. In den nachfolgenden drei Generationen hat die kaufmännische Familie in Amsterdam ihren Lebens- und Entfaltungsmittelpunkt. Die beiden in Amsterdam geborenen Brüder Henrik Bodisco (1660–1741) und Pieter Bodisco (~ 1661) wurden Stifter der beiden russischen Linien. Der Enkel des erstgenannten, Architekt und Kollegienassessor in St. Petersburg Hendrik Bodisco (1722–1774) erwirbt um 1770 den erblichen russischen Adel. Dieser wurde 1790 bzw. 1802 für die Brüder und Enkel des zweitgenannten, Jacob Leonhard Bodisco (* 1748) und Hendrik Andreas Mauritz Bodisco (1753–1818) ebd. anerkannt, sie erhielten zudem 1803 einen Wappenbrief. Der Enkel des Adelserwerbers, Generalmajor und Erbherr auf Kasargen, Alexander Ferdinand von Bodico (1795–1862) erhielt mit der Immatrikulation bei der estländischen Ritterschaft (Nr. 162) das Indigenat in Estland. 1860 (Senatsukas Nr. 1636) und 1870 (Senatsukas Nr. 7139) ergingen für einzelne Angehörige weitere Adelsbestätigungen die mit vormaligen Eintragungen in den jeweils 2. Teil der Adelsgeschlechtsbücher des Gouvernements Poltawa und Gouvernements Tula verknüpft waren.
Das Familie brachte zahlreiche russische Staatsmänner, Diplomaten und Verwaltungsbeamte, Wissenschaftler und Offiziere darunter auch Dekabristen und Weißgardisten hervor.

## Angehörige
- Nikolaus von Bodisco (1756–1815), russischer Konteradmiral
- Alexander Andrejewitsch Bodisko (1786–1854), russischer Diplomat
- Jakob Andrejewitsch Bodisko (1794–1876), russischer Generalmajor
- Alexander Ferdinand von Bodico (1795–1862), russischer Generalmajor
- Constantin Heinrich von Bodisco (1810–1880), russischer Generalleutnant
- Konstantin Konstantinowisch Bodisko (1831–1902), russischer General der Kavallerie
- Wladimir Konstantinowisch Bodisko (1866–1932), russischer Generalmajor
- Theophile von Bodisco (1873–1944), deutsche Schriftstellerin
- Boris von Bodisco (1897–1973), deutscher Architekt
- Dirk von Bodisco (1940–2008), deutscher Kostüm- und Bühnenbildner

## Wappen
Das Wappen ist von Blau und Gold gespalten, in jedem Feld ein einwärtsgekehrter goldener Pferdekopf. Auf dem gekrönten Helm mit blau-goldenen und rot-goldenen Decken, der Pferdekopf.